# Sammi Smith
Sammi Smith, pseudonimo di Jewel Faye Smith (Contea di Orange, 5 agosto 1943 – Oklahoma City, 12 febbraio 2005), è stata una cantante statunitense, conosciuta per la sua hit crossover del 1971 Help Me Make It Through the Night scritto da Kris Kristofferson e inclusa nel 1998 nella Grammy Hall of Fame.